# I Szodam
I Szodam (Lee So-dam) (hangul: 이소담; 1994. október 12. –) dél-koreai női labdarúgó. Az NWSL-ben érdekelt NJ/NY Gotham FC játékosa.

## Pályafutása

### Klubcsapatban
Iskolája (현대정보과학고등학교, „Hjonde Csongbo Kvahak Kodunghakkjo (Hyeondae Jeongbo Gwahak Godeunghakgyo)”; angolul: Modern Information Science High School) csapatában ismerkedett meg a labdarúgással, majd a Gumi Sportstoto együtteséhez távozott. 2018-tól az Hyundai Steel Red Angels csapatát erősítette, akikkel három bajnoki címet szerzett.
A NJ/NY Gotham FC 2021-ben ajánlott fel számára szerződést.

### A válogatottban
Részt vett a 2010-es U17-es női labdarúgó-világbajnokságon, ahol világbajnoki címet szerzett hazájával, és a 2014-es U20-as női világbajnokságon.
A 2015-ben megrendezett kvangdzsu (gwangju)i nyári universiadén Dél-Korea mind az öt mérkőzésén pályára lépett, Csehország ellen pedig gólt szerzett.

## Sikerei, díjai

### Klubcsapatokban
Dél-koreai bajnok (3):
- Hyundai Steel Red Angels (3): 2018, 2019, 2020

### Válogatottban
Dél-Korea
- Ázsia-játékok bronzérmes (1): 2014
- U17-es világbajnok (1): 2010
- Kelet-ázsiai bajnokság ezüstérmes (1): 2015
- Nemzetek Kupája ezüstérmes (1): 2019
- Négy Nemzet Tornája ezüstérmes (1): 2019
- Négy Nemzet Tornája bronzérmes (1): 2016[2]